# لیبرو مارکینی
لیبرو مارکینی (به ایتالیایی: Libero Marchini) بازیکن فوتبال و اهل ایتالیا است که از سال ۱۹۳۶ میلادی عضو تیم ملی فوتبال ایتالیا بوده و در ۵ بازی ملی حضور داشته‌است. او در بازی‌های ملی‌اش گلی به ثمر نرساند.
لیبرو مارکینی آخرین بازی ملی خود را در سال ۱۹۳۶ میلادی انجام داد.